# برشلونة موسم 1999–2000
لم يتمكن نادي برشلونة من تكرار موسم الناجح في 1998–99، وتراجع إلى المركز الثاني في الدوري الإسباني، كما خرج من دوري أبطال أوروبا في الدور نصف النهائي.
لم يقدم برشلونة أداءً جيدًا في منتصف الموسم وخسر لقب الدوري لصالح ديبورتيفو لاكورونيا بفارق 5 نقاط فقط، وتم إعفاء لويس فان جال من منصبه من قبل النادي، مع تولي مدرب ريال بيتيس السابق لورينزو سيرا فيرير المسؤولية بعد موسم 1999–2000.
وعلى الرغم من موسمه الخالي من الألقاب، تمكن الفريق من الوصول إلى الدور نصف النهائي من دوري أبطال أوروبا، حيث خسر أمام وصيف البطولة في نهاية المطاف نادي فالنسيا.